# Le Disparu de Ker-Aven
Le Disparu de Ker-Aven est la deuxième histoire de la série La Patrouille des Castors de Mitacq et Jean-Michel Charlier. Elle est publiée pour la première fois du no 902 au no 925 du journal Spirou. Puis est publiée sous forme d'album en 1957.

## Univers

### Synopsis
Les six scouts de la Patrouille des Castors campent à Ker-Aven, sur la côte bretonne. Lors d'un jeu de nuit, Mouche disparaît. La Patrouille des Castors va alors tout faire pour le retrouver, malgré les réticences de la Gendarmerie et de l'Inspecteur Bigouden, qui croit à une fugue.

### Personnages
Les scouts :
- Poulain, chef de patrouille ;
- Chat ;
- Faucon ;
- Tapir ;
- Mouche ;
- Buffle[1].

Les autres personnages :
- L'Inspecteur Bigouden, chargé d'enquêter sur la disparition de Mouche ;
- Henri Denfer, capitaine du chalutier Ariel.

## Publication

### Revue
Publié dans Spirou du 28 juillet 1955 (n° 902) au 5 janvier 1956 (n° 925) .

### Album
Publié en album en 1957, aux éditions Dupuis. Il a ensuite été réédité en janvier 1964, en janvier 1972 (avec un numéro 2, sur la couverture), en avril 1982 et en janvier 1985 (en album cartonné). Il a ensuite été réédité dans le 1er tome de la série Tout MiTacq, Les Castors - Face aux ombres mystérieuses, publié en août 1989 et dans le 1er tome de L'intégrale de la Patrouille des Castors, en mars 2011.

### Couverture de l'album
La couverture de l'album représente Mouche horrifié, dos à un rocher alors qu'on aperçoit l'ombre d'un bras.